# カール・ワルデン
カール・ルドルフ・ワルデン（Karl Rudolf Walden、1878年12月1日 – 1946年10月25日）は、フィンランドの軍人。最終階級は大将。第二次世界大戦中の国防相（1940年3月 - 1944年11月）。

## 経歴
ヘルシンキ出身。アラヤルヴィ地裁判事ヴァルフリート・ワルデンの子として生まれる。ユヴァスキュラの高校に通っていたが、金銭面での問題から1890年ハミナ士官学校に入学。1900年卒業。フィンランド内戦では臨時首都ヴァーサの管区長をはじめ、占領地防衛隊司令官、白衛軍司令官、ラウリ・イングマン内閣およびカールロ・カストレン内閣の戦争大臣を歴任し、白衛軍の勝利に多大な貢献を果たした。戦後退役し、サンクトペテルブルクに移住。1920年、Yhtyneet製紙（現在UPMに併合）を設立。フィンランド製紙協同組合の初代総裁に就任し、フィンランドの製紙業の基礎を作り上げた。
1939年、冬戦争で召集され、戦時内閣の一員となった。続く継続戦争では国防相をつとめた。
1946年、シュスマにて死去。67歳没。

## 年譜
- 1900年 - ハミナ士官学校卒業
- 1918年
  - 2月20日 - ヴァーサ管区長
  - 3月5日 - 後方部隊司令官（～5月6日）
  - 5月6日 - 占領地防衛隊司令官（～22日）
  - 11月27日 - 白衛軍司令官（～翌12月30日）
  - 12月28日 - 戦争大臣（～翌8月15日）
- 1939年12月3日 - 臨時内閣閣僚
- 1939年3月27日 - 国防相

## 栄典
- 白薔薇勲章グランドクロス
- 自由十字章グランドクロス - 1919年
- 北極星勲章ナイト - 1920年代
- ダネブロー勲章グランドクロス - 1928年
- 一等ドイツ鷲勲章 - 1939年
- 2級鉄十字章 - 1939年